# 談經正

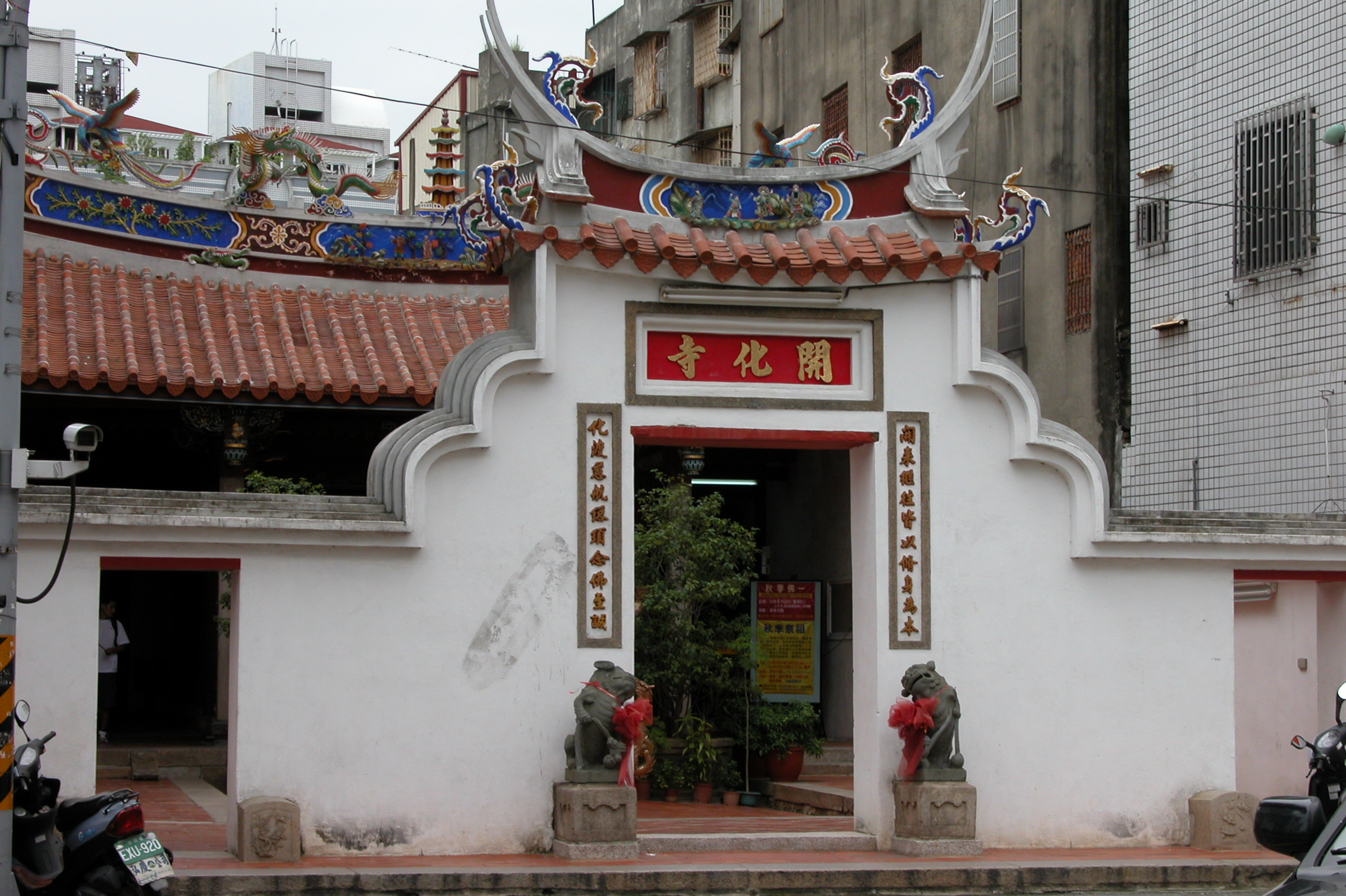
彰化市開化寺，談經正倡立。

談經正，生卒年不詳，中國清朝官員，湖北遠安人。
康熙二十九年（1690年）庚午舉人。雍正二年（1724年）由平和知縣任台灣府彰化縣知縣，是彰化縣的首任知縣，也是開化寺的倡建者。
雍正三年（1725）八月，因骨宗事件中「打廉庄生番殺人案」被革職。

## 外部鍵結
- 彰化知縣（一）談經正 1724-1725 （页面存档备份，存于）